# Зенович, Степан Фёдорович
Степа́н Фёдорович Зено́вич (пол. Stefan Zienowicz, 1779—1856) — ординарный профессор химии и декан физико-математического факультета киевского Императорского университета св. Владимира, надворный советник. 

## Биография
Из дворян, римско-католического исповедания.
Воспитанник Виленского университета, в 1814 поступил учителем химии, минералогии и геогнозии в волынскую гимназию (впоследствии лицей), где преподавал также технологию. После открытия в Киеве Императорского университета св. Владимира (1834) был назначен ординарным профессором химии. Заведовал университетской химической лабораторией и минералогическим кабинетом. Был выбран деканом физико-математического отделения философского факультета (1837).
В 1839, по выслуге 25-и лет вышел в отставку. Награждён Орденом Святой Анны 3 степени (1835) и знаками отличия за беспорочную службу за 20 лет (1830) и 25 лет (1835).
Оставил в рукописи много трудов и в том числе «Pamiętniki z czasow Stanisława Augusta», о которых упоминает Лелевель в «Histoire de Pologne» (т. II, стр. 195). В 1837 Зенович передал в Академию наук работу «О необходимости изменения общих оснований наук, всех теорий и систем» и ожидал только одобрения академии, чтобы издать новую теорию химии, но ответа не последовало. Напечатаны его «List do Henryka hr. Rzewuskiego obejmujący pomysły autora о całym obrebie nauk przyrodzonych» etc. (Вильно, 1851).